# Fußball-Asienmeisterschaft 2019/Gruppe A
| Pl. | Land               | Sp. | S | U | N | Tore    | Diff. | Punkte |
| --- | ------------------ | --- | - | - | - | ------- | ----- | ------ |
| 1.  | Ver. Arab. Emirate | 3   | 1 | 2 | 0 | 004:200 | +2    | 05     |
| 2.  | Thailand           | 3   | 1 | 1 | 1 | 003:500 | −2    | 04     |
| 3.  | Bahrain            | 3   | 1 | 1 | 1 | 002:200 | ±0    | 04     |
| 4.  | Indien             | 3   | 1 | 0 | 2 | 004:400 | ±0    | 03     |

Die Gruppe A der Fußball-Asienmeisterschaft 2019 war eine der sechs Gruppen des Turniers. Das erste Spiel wurde am 5. Januar 2019 ausgetragen, der letzte Spieltag fand am 14. Januar 2019 statt. Die Gruppe bestand aus den Nationalmannschaften aus den Vereinigten Arabischen Emiraten, Thailand, Indien und Bahrain.

## Ver. Arab. Emirate – Bahrain 1:1 (0:0)
| Ver. Arab. Emirate                                                                   | Ver. Arab. Emirate | Bahrain | Bahrain | Aufstellung                                  |
| ------------------------------------------------------------------------------------ | --- | --- | ------- | -------------------------------------------- |
| Ver. Arab. Emirate                                                                   | \| 1. Spieltag \| \| 5. Januar 2019 um 20:00 Uhr (17:00 Uhr MEZ) in Abu Dhabi (Zayed Sports City Stadium) \| \| Zuschauer: 33.878 \| \| Schiedsrichter: Adham Makhadmeh ( Jordanien) \| \| Spielbericht \|                                                                                 | \| 1. Spieltag \| \| 5. Januar 2019 um 20:00 Uhr (17:00 Uhr MEZ) in Abu Dhabi (Zayed Sports City Stadium) \| \| Zuschauer: 33.878 \| \| Schiedsrichter: Adham Makhadmeh ( Jordanien) \| \| Spielbericht \| | Bahrain | Aufstellung Ver. Arab. Emirate gegen Bahrain |
| Ver. Arab. Emirate                                                                   | Khalid Eisa – Bandar al-Ahbabi, Khalifa Mubarak, Fares Juma , Al Hassan Saleh – Khalfan Mubarak (54. Saif Rashid), Ali Salmeen, Amer Abdulrahman (54. Mohamed Abdulrahman) – Ismail al-Hammadi, Ali Mabkhout, Khamis Esmaeel (81. Ahmed Khalil) Cheftrainer: Alberto Zaccheroni ( Italien) | Sayed Shubbar Alawi – Hamad al-Shamsan, Sayed Redha Isa, Waleed al-Hayam, Ahmed Juma (87. Mohamed Marhoon) – Abdulwahab al-Safi , Sayed Dhiya Saeed, Ali Madan (90.+3' Sami al-Husaini), Kamil al-Aswad – Jamal Rashid (81. Abdulla Yusuf Helal), Mohamed al-Romaihi Cheftrainer: Miroslav Soukup ( Tschechien) | Bahrain | Aufstellung Ver. Arab. Emirate gegen Bahrain |
| Ver. Arab. Emirate                                                                   | 1:1 Khalil (88., Handelfmeter) | 0:1 al-Romaihi (78.) | Bahrain | Aufstellung Ver. Arab. Emirate gegen Bahrain |
| Ver. Arab. Emirate                                                                   | A. Abdulrahman (35.), Esmaeel (36.) | | Bahrain | Aufstellung Ver. Arab. Emirate gegen Bahrain |
| Ver. Arab. Emirate                                                                   | Spieler des Spiels: Mohamed al-Romaihi (Bahrain) | | Bahrain | Aufstellung Ver. Arab. Emirate gegen Bahrain |
| 1. Spieltag                                                                          | | |         |                                              |
| 5. Januar 2019 um 20:00 Uhr (17:00 Uhr MEZ) in Abu Dhabi (Zayed Sports City Stadium) | | |         |                                              |
| Zuschauer: 33.878                                                                    | | |         |                                              |
| Schiedsrichter: Adham Makhadmeh ( Jordanien)                                         | | |         |                                              |
| Spielbericht                                                                         | | |         |                                              |

## Thailand – Indien 1:4 (1:1)
| Thailand                                                                     | Thailand | Indien | Indien | Aufstellung                       |
| ---------------------------------------------------------------------------- | --- | --- | ------ | --------------------------------- |
| Thailand                                                                     | \| 1. Spieltag \| \| 6. Januar 2019 um 17:30 Uhr (14:30 Uhr MEZ) in Abu Dhabi (al-Nahyan Stadium) \| \| Zuschauer: 3.250 \| \| Schiedsrichter: Liu Kwok Man ( Hongkong) \| \| Spielbericht \| | \| 1. Spieltag \| \| 6. Januar 2019 um 17:30 Uhr (14:30 Uhr MEZ) in Abu Dhabi (al-Nahyan Stadium) \| \| Zuschauer: 3.250 \| \| Schiedsrichter: Liu Kwok Man ( Hongkong) \| \| Spielbericht \| | Indien | Aufstellung Thailand gegen Indien |
| Thailand                                                                     | Chatchai Bootprom – Tristan Do, Chalermpong Kerdkaew, Pansa Hemviboon, Theerathon Bunmathan – Thitipan Puangchan, Sanrawat Dechmitr (58. Korrakot Wiriyaudomsiri), Adisak Kraisorn (79. Sumanya Purisai), Chanathip Songkrasin (73. Siroch Chatthong), Supachai Chaided – Teerasil Dangda Cheftrainer: Milovan Rajevac ( Serbien) | Gurpreet Singh Sandhu – Pritam Kotal, Sandesh Jhingan, Subhasish Bose, Anas Edathodika – Udanta Singh, Anirudh Thapa (78. Rowllin Borges), Pronay Halder (87. Germanpreet Singh), Halicharan Narzary – Ashique Kuruniyan (78. Jeje Lalpekhlua), Sunil Chhetri Cheftrainer: Stephen Constantine ( England) | Indien | Aufstellung Thailand gegen Indien |
| Thailand                                                                     | 1:1 Dangda (33.) | 0:1 Chhetri (27., Handelfmeter) 1:2 Chhetri (46.) 1:3 Thapa (68.) 1:4 Lalpekhlua (80.) | Indien | Aufstellung Thailand gegen Indien |
| Thailand                                                                     | Dechmitr (39.), Hemviboon (79.) | | Indien | Aufstellung Thailand gegen Indien |
| Thailand                                                                     | Spieler des Spiels: Sunil Chhetri (Indien) | | Indien | Aufstellung Thailand gegen Indien |
| 1. Spieltag                                                                  | | |        |                                   |
| 6. Januar 2019 um 17:30 Uhr (14:30 Uhr MEZ) in Abu Dhabi (al-Nahyan Stadium) | | |        |                                   |
| Zuschauer: 3.250                                                             | | |        |                                   |
| Schiedsrichter: Liu Kwok Man ( Hongkong)                                     | | |        |                                   |
| Spielbericht                                                                 | | |        |                                   |

## Bahrain – Thailand 0:1 (0:0)
| Bahrain                                                                    | Bahrain | Thailand | Thailand | Aufstellung                        |
| -------------------------------------------------------------------------- | --- | --- | -------- | ---------------------------------- |
| Bahrain                                                                    | \| 2. Spieltag \| \| 10. Januar 2019 um 15:00 Uhr (12:00 Uhr MEZ) in Dubai (al-Maktoum Stadium) \| \| Zuschauer: 2.720 \| \| Schiedsrichter: Chris Beath ( Australien) \| \| Spielbericht \| | \| 2. Spieltag \| \| 10. Januar 2019 um 15:00 Uhr (12:00 Uhr MEZ) in Dubai (al-Maktoum Stadium) \| \| Zuschauer: 2.720 \| \| Schiedsrichter: Chris Beath ( Australien) \| \| Spielbericht \| | Thailand | Aufstellung Bahrain gegen Thailand |
| Bahrain                                                                    | Sayed Shubbar Alawi – Sayed Redha Isa, Hamad al-Shamsan, Waleed al-Hayam, Ahmed Juma (64. Sami al-Husaini) – Abdulwahab al-Safi , Kamil al-Aswad, Ali Madan (79. Mahdi al-Humaidan), Mohamed Marhoon (65. Abdulla Yusuf Helal), Sayed Dhiya Saeed – Mohamed al-Romaihi Cheftrainer: Miroslav Soukup ( Tschechien) | Siwarak Tedsungnoen – Tristan Do, Adisorn Promrak (90.+2' Mika Chunuonsee), Pansa Hemviboon, Suphan Thongsong, Theerathon Bunmathan – Adisak Kraisorn (80. Supachai Chaided), Thitipan Puangchan, Tanaboon Kesarat (68. Sanrawat Dechmitr), Chanathip Songkrasin – Teerasil Dangda Cheftrainer: Sirisak Yodyardthai | Thailand | Aufstellung Bahrain gegen Thailand |
| Bahrain                                                                    | 0:1 Songkrasin (58.) | | Thailand | Aufstellung Bahrain gegen Thailand |
| Bahrain                                                                    | Hemviboon (13.), Thongsong (20.), Kraisorn (43.), Promrak (45.+1') | | Thailand | Aufstellung Bahrain gegen Thailand |
| Bahrain                                                                    | Spieler des Spiels: Chanathip Songkrasin (Thailand) | | Thailand | Aufstellung Bahrain gegen Thailand |
| 2. Spieltag                                                                | | |          |                                    |
| 10. Januar 2019 um 15:00 Uhr (12:00 Uhr MEZ) in Dubai (al-Maktoum Stadium) | | |          |                                    |
| Zuschauer: 2.720                                                           | | |          |                                    |
| Schiedsrichter: Chris Beath ( Australien)                                  | | |          |                                    |
| Spielbericht                                                               | | |          |                                    |

## Indien – Ver. Arab. Emirate 0:2 (0:1)
| Indien                                                                                | Indien | Ver. Arab. Emirate | Ver. Arab. Emirate | Aufstellung                                 |
| ------------------------------------------------------------------------------------- | --- | --- | ------------------ | ------------------------------------------- |
| Indien                                                                                | \| 2. Spieltag \| \| 10. Januar 2019 um 20:00 Uhr (17:00 Uhr MEZ) in Abu Dhabi (Zayed Sports City Stadium) \| \| Zuschauer: 43.206 \| \| Schiedsrichter: César Arturo Ramos ( Mexiko) \| \| Spielbericht \|                                                                                              | \| 2. Spieltag \| \| 10. Januar 2019 um 20:00 Uhr (17:00 Uhr MEZ) in Abu Dhabi (Zayed Sports City Stadium) \| \| Zuschauer: 43.206 \| \| Schiedsrichter: César Arturo Ramos ( Mexiko) \| \| Spielbericht \|                                                                             | Ver. Arab. Emirate | Aufstellung Indien gegen Ver. Arab. Emirate |
| Indien                                                                                | Gurpreet Singh Sandhu – Pritam Kotal, Sandesh Jhingan, Anas Edathodika, Subhasish Bose – Udanta Singh (79. Jackichand Singh), Anirudh Thapa (70. Rowllin Borges), Pronay Halder, Halicharan Narzary (46. Jeje Lalpekhlua) – Ashique Kuruniyan, Sunil Chhetri Cheftrainer: Stephen Constantine ( England) | Khalid Eisa – Bandar al-Ahbabi, Khalifa Mubarak, Ismail Ahmed, Al Hassan Saleh – Khamis Esmaeel (63. Majed Hassan), Ali Salmeen, Amer Abdulrahman (75. Mohamed Ahmed), Ismail al-Hammadi , Khalfan Mubarak (85. Ismail Matar) – Ali Mabkhout Cheftrainer: Alberto Zaccheroni ( Italien) | Ver. Arab. Emirate | Aufstellung Indien gegen Ver. Arab. Emirate |
| Indien                                                                                | 0:1 Khalf. Mubarak (41.) 0:2 Mabkhout (88.) | | Ver. Arab. Emirate | Aufstellung Indien gegen Ver. Arab. Emirate |
| Indien                                                                                | Kuruniyan (51.), Bose (73.) | | Ver. Arab. Emirate | Aufstellung Indien gegen Ver. Arab. Emirate |
| Indien                                                                                | Spieler des Spiels: Ali Mabkhout (Ver. Arab. Emirate) | | Ver. Arab. Emirate | Aufstellung Indien gegen Ver. Arab. Emirate |
| 2. Spieltag                                                                           | | |                    |                                             |
| 10. Januar 2019 um 20:00 Uhr (17:00 Uhr MEZ) in Abu Dhabi (Zayed Sports City Stadium) | | |                    |                                             |
| Zuschauer: 43.206                                                                     | | |                    |                                             |
| Schiedsrichter: César Arturo Ramos ( Mexiko)                                          | | |                    |                                             |
| Spielbericht                                                                          | | |                    |                                             |

## Ver. Arab. Emirate – Thailand 1:1 (1:1)
| Ver. Arab. Emirate                                                               | Ver. Arab. Emirate | Thailand | Thailand | Aufstellung                                   |
| -------------------------------------------------------------------------------- | --- | --- | -------- | --------------------------------------------- |
| Ver. Arab. Emirate                                                               | \| 3. Spieltag \| \| 14. Januar 2019 um 20:00 Uhr (17:00 Uhr MEZ) in al-Ain (Hazza Bin Zayed Stadium) \| \| Zuschauer: 17.809 \| \| Schiedsrichter: Ryūji Satō ( Japan) \| \| Spielbericht \|                                                                                           | \| 3. Spieltag \| \| 14. Januar 2019 um 20:00 Uhr (17:00 Uhr MEZ) in al-Ain (Hazza Bin Zayed Stadium) \| \| Zuschauer: 17.809 \| \| Schiedsrichter: Ryūji Satō ( Japan) \| \| Spielbericht \| | Thailand | Aufstellung Ver. Arab. Emirate gegen Thailand |
| Ver. Arab. Emirate                                                               | Khalid Eisa – Bandar al-Ahbabi (46. Mohamed Abdulrahman), Ismail Ahmed, Khalifa Mubarak, Mohamed Ahmed, Al Hassan Saleh – Khalfan Mubarak (84. Ismail Matar), Majed Hassan, Ali Salmeen, Ismail al-Hammadi (74. Ahmed Khalil) – Ali Mabkhout Cheftrainer: Alberto Zaccheroni ( Italien) | Siwarak Tedsungnoen – Theerathon Bunmathan, Adisorn Promrak, Suphan Thongsong, Mika Chunuonsee (31. Chalermpong Kerdkaew) – Tristan Do, Thitipan Puangchan, Tanaboon Kesarat (90. Pokklaw Anan), Chanathip Songkrasin – Adisak Kraisorn (64. Supachai Chaided), Teerasil Dangda Cheftrainer: Sirisak Yodyardthai | Thailand | Aufstellung Ver. Arab. Emirate gegen Thailand |
| Ver. Arab. Emirate                                                               | 1:0 Mabkhout (7.) | 1:1 Puangchan (41.) | Thailand | Aufstellung Ver. Arab. Emirate gegen Thailand |
| Ver. Arab. Emirate                                                               | Saleh (34.) | Promrak (7.), Thongsong (79.) | Thailand | Aufstellung Ver. Arab. Emirate gegen Thailand |
| Ver. Arab. Emirate                                                               | Spieler des Spiels: Ali Mabkhout (Ver. Arab. Emirate) | | Thailand | Aufstellung Ver. Arab. Emirate gegen Thailand |
| 3. Spieltag                                                                      | | |          |                                               |
| 14. Januar 2019 um 20:00 Uhr (17:00 Uhr MEZ) in al-Ain (Hazza Bin Zayed Stadium) | | |          |                                               |
| Zuschauer: 17.809                                                                | | |          |                                               |
| Schiedsrichter: Ryūji Satō ( Japan)                                              | | |          |                                               |
| Spielbericht                                                                     | | |          |                                               |

## Indien – Bahrain 0:1 (0:0)
| Indien                                                                       | Indien | Bahrain | Bahrain | Aufstellung                      |
| ---------------------------------------------------------------------------- | --- | --- | ------- | -------------------------------- |
| Indien                                                                       | \| 3. Spieltag \| \| 14. Januar 2019 um 20:00 Uhr (17:00 Uhr MEZ) in Schardscha (Sharjah Stadium) \| \| Zuschauer: 11.417 \| \| Schiedsrichter: Ilgiz Tantashev ( Usbekistan) \| \| Spielbericht \| | \| 3. Spieltag \| \| 14. Januar 2019 um 20:00 Uhr (17:00 Uhr MEZ) in Schardscha (Sharjah Stadium) \| \| Zuschauer: 11.417 \| \| Schiedsrichter: Ilgiz Tantashev ( Usbekistan) \| \| Spielbericht \| | Bahrain | Aufstellung Indien gegen Bahrain |
| Indien                                                                       | Gurpreet Singh Sandhu – Pritam Kotal, Sandesh Jhingan, Anas Edathodika (4. Salam Ranjan Singh), Subhasish Bose – Udanta Singh, Rowllin Borges, Pronay Halder , Halicharan Narzary (79. Anirudh Thapa) – Ashique Kuruniyan (46. Jeje Lalpekhlua), Sunil Chhetri Cheftrainer: Stephen Constantine ( England) | Sayed Shubbar Alawi – Sayed Redha Isa, Hamad al-Shamsan, Waleed al-Hayam, Ahmed Juma (78. Sami al-Husaini) – Abdulwahab al-Safi , Kamil al-Aswad, Ali Madan (55. Mohamed Marhoon), Jamal Rashid, Sayed Dhiya Saeed – Mohamed al-Romaihi (61. Abdulla Yusuf Helal) Cheftrainer: Miroslav Soukup ( Tschechien) | Bahrain | Aufstellung Indien gegen Bahrain |
| Indien                                                                       | 0:1 Rashid (90.+1', Foulelfmeter) | | Bahrain | Aufstellung Indien gegen Bahrain |
| Indien                                                                       | al-Shamsan (64.), Ahmed Bughammar (90.+5', Bank) | | Bahrain | Aufstellung Indien gegen Bahrain |
| Indien                                                                       | Spieler des Spiels: Jamal Rashid (Bahrain) | | Bahrain | Aufstellung Indien gegen Bahrain |
| 3. Spieltag                                                                  | | |         |                                  |
| 14. Januar 2019 um 20:00 Uhr (17:00 Uhr MEZ) in Schardscha (Sharjah Stadium) | | |         |                                  |
| Zuschauer: 11.417                                                            | | |         |                                  |
| Schiedsrichter: Ilgiz Tantashev ( Usbekistan)                                | | |         |                                  |
| Spielbericht                                                                 | | |         |                                  |